# Persan
Persan – miejscowość i gmina we Francji, w regionie Île-de-France, w departamencie Dolina Oise.
Według danych na rok 1990 gminę zamieszkiwało 10 659 osób, a gęstość zaludnienia wynosiła 2074 osób/km² (wśród 1287 gmin regionu Île-de-France Persan plasuje się na 232. miejscu pod względem liczby ludności, natomiast pod względem powierzchni na miejscu 667.).